# Maria do Céu Sarmento

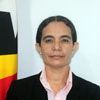
Maria do Céu Sarmento

Maria do Céu Sarmento Pina da Costa (* 14. April 1968 in Dili, Portugiesisch-Timor) ist eine osttimoresische Politikerin. Von 2015 bis 2017 war sie Gesundheitsministerin des Landes. Sarmento ist Mitglied der Partei Congresso Nacional da Reconstrução Timorense (CNRT).

## Werdegang
Von 1976 bis 1982 besuchte Sarmento die Grundschule, dann zwei Jahre die Junior High School und von 1986 bis 1988 die Sekundarschule.
Sarmento studierte ab 1989 an der Medizinischen Fakultät der Udayana-Universität auf Bali (Indonesien) und graduierte 1996.
Von 1996 bis 2001 arbeitete Sarmento als Stabs- und Assistenzärztin in der Medizinischen Abteilung des Nationalhospitals in Dili, das ab 1999 unter der Leitung des Internationalen Roten Kreuzes stand. Von 2001 bis 2006 war sie im selben Krankenhaus Generalassistenzärztin. Dann besuchte sie von Februar bis Juni 2009 einen Kurs an der Nationalen Schule für Öffentliches Gesundheitswesen in Havanna (Kuba). Von 2009 bis 2011 war sie dann Koordinatorin für Bilaterale Angelegenheiten mit Kuba und Technische Angestellte beim Gesundheitsministerium Osttimors. Seit 2011 ist Sarmento Vize-Dekan für akademische Angelegenheiten und Dozent an der Fakultät für Medizin und Medizinwissenschaft der Universidade Nasionál Timór Lorosa’e (UNTL) in Dili. 2012 wurde sie als Vizeministerin für Gesundheit für Management, Unterstützung und Ressourcen vereidigt. Nach der Regierungsumbildung von 2015 folgte am 16. Februar die Vereidigung zur Gesundheitsministerin. 2017 löste Rui Maria de Araújo Sarmento in der neuen Regierung als Gesundheitsminister ab.

## Weiteres Engagement
Bei der East Timor Medical Association (ETMA) war Sarmento von 2000 bis 2005 Kassenwart, 2005 Präsident und seit 2006 Beraterin.

## Privates
Sarmento ist verheiratet. Sie spricht fließend Tetum, Malaiisch, Portugiesisch und Spanisch. Außerdem spricht sie Englisch.

## Auszeichnungen
- Frau des Jahres 2002 im Bereich Gesundheit der Queen Entertainment Timor, Dili
- Bester Arzt des Nationalhospitals Guido Valadares für den Zeitraum Juli 2003 bis Juni 2004